# Maxim Belogortsev
Maxim Anatolyevitch Belogortsev (en russe : Максим Анатолиевич Белогорцев) est un joueur russe de volley-ball né le 3 février 1996 à Stavropol. Il joue central. 

## Palmarès

### Clubs
Championnat de Russie:
- 2021
- 2017

Coupe de Russie:
- 2020

Coupe de la CEV:
- 2021[2]

### Équipe nationale
Festival Olympique de la Jeunesse Européenne:
- 2013

Championnat d'Europe des moins de 19 ans:
- 2013

Championnat du Monde des moins de 19 ans:
- 2013

Championnat d'Europe des moins de 21 ans:
- 2014

Championnat du Monde des moins de 21 ans:
- 2015

Universiade d'été:
- 2019

### Distinctions individuelles
- 2014: Meilleur contreur Championnat d'Europe des moins de 20 ans